# Mitsuyo Seo
Mitsuyo Seo est un réalisateur et illustrateur japonais, né le 26 septembre 1911 à Himeji dans la préfecture de Hyōgo et mort le 24 août 2010.

## Biographie
Il est connu pour avoir réalisé le film de propagande Momotaro, le divin soldat de la mer, le premier long métrage japonais d'animation.

## Filmographie partielle
- 1940 : The Quack Infantry Troop
- 1943 : Momotaro, l'aigle des mers
- 1945 : Momotaro, le divin soldat de la mer